# Creu de la Santa Missió d'Ivorra
La Creu de la Santa Missió d'Ivorra és una obra de Ivorra (Segarra) inclosa a l'Inventari del Patrimoni Arquitectònic de Catalunya.

## Descripció
Creu situada al costat del Local Social, a la part alta del poble, formada per una triple graonada de planta octogonal, sòcol monolític també octogonal, fust de planta quadrada tot i que presenta un petit rebaix a cadascúna de les seves arestes, convertint-lo en octogonal. El capitell és de planta quadrada, i presenta decoració en forma de baixos relleus, a la part inferior amb el motiu de la flor de lis i a la part superior apareixen motius geomètrics. La creu superior és de ferro forjat.

## Història
La creu conservada actualment no és la que hi havia originàriament, de principis del segle xx, ni tampoc la que es col·locà l'any 1947 amb motiu de la celebració de la Santa Missió, sinó que és el resultat d'una intervenció duta a terme el 1982 reaprofitant tots aquells elements que es trobaven en bon estat de conservació.